# パチャラン
パチャラン（バスク語: Patxaran, バスク語発音: [patʃaɾan], スペイン語: Pacharán）は、スピノサスモモの香りを持つリキュールである。一般的には食後酒として、冷やすか氷を入れて提供される。ピレネー山脈山麓のスペイン・バスクにあるナバーラ地方やバスク地方やリオハ地方で飲まれている。

## 名称
エウスカルツァインディア（バスク語アカデミー）によれば、バスク語で蒸留酒の意味を持つ「paitar/pattar」とスピノサスモモの意味を持つ「aran」からなる単語である。バスク語ではPatxaran、スペイン語ではPacharánと綴りが異なる。

## 歴史
中世にはすでにナバーラ地方にパチャランが存在していたことが知られており、当時のパチャランはナバーラ地方の農村部における自家製のリキュールだった。歴史的には消化を助ける薬として用いられている。カルロス3世の私生児であるゴノフレ・デ・ナバーラ(1394-1428)が1415年にテレサ・デ・アレリャーノと結婚する際には、結婚式でパチャランがふるまわれた。また1441年にはセゴビア地方のサンタ・マリーア・デ・ニエバ修道院で、病気のナバーラ女王ブランカ1世（ブランシュ1世）が薬としてパチャランを飲んだ。
この飲料に「パチャラン」という用語が当てられるようになったのは19世紀末であり、この時期にはナバーラ地方でいっそうの人気を得た。アンブロシオ・ベラスコ家は1816年からナバーラ地方西部のビアナでパチャランを生産していた。20世紀初頭にはナバーラ地方以外にも、バスク地方、リオハ地方、アラゴン地方、カスティーリャ・イ・レオン地方、カンタブリア地方などでパチャランが飲まれるようになり、やがてフランスのピレネー山麓などでも飲まれるようになった。商業ベースでもっとも古いパチャランの銘柄は、1956年にアンブロシオ・ベラスコ家によって販売が開始されたソコ(Zoco)である。1950年代までにはパチャランが商業的に生産されてナバーラ地方以外でも販売されるようになった。若いナバーラ人が軍隊にパチャランを持参したことでスペイン全土に広まったとする説がある。品質・伝統・産地であることを保証するために、1988年にはナバーラ・パチャラン原産地呼称統制員会が設置された。原産地呼称統制委員会はナバーラ州政府や農業経営技術研究所(ITGA)などの共同で原産地呼称に関する規定の制定を進め、スペインの原産地呼称制度であるデノミナシオン・デ・オリヘン(DO)に指定された。

## 作り方

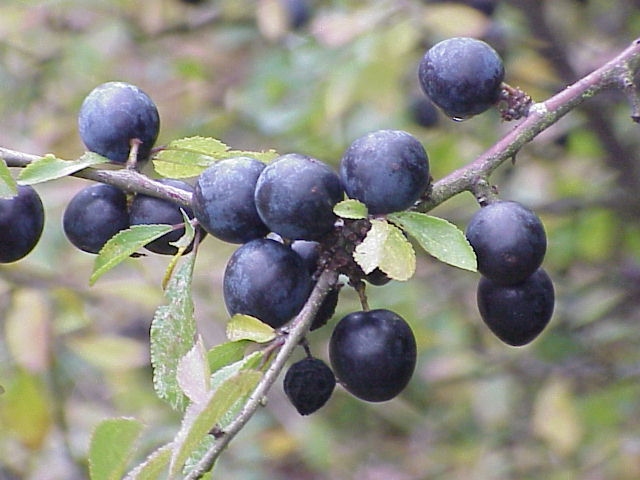
原料となるスピノサスモモの果実

野生のスピノサスモモはヨーロッパ中で見られるが、ナバーラ州では1997年頃から果樹園で栽培されるようになった。スピノサスモモの低木から黒みがかった青色の果実を採取し、少量のコーヒー豆やシナモンのさやとともにアニス酒に浸すことでパチャランが生産される。この過程で赤褐色の甘い液体となり、アルコール度数は25-30度となる。パチャラン原産地呼称統制委員会は使用するスピノサスモモの量に加えて、着色料や香料を使用しないこと、1か月から8か月の浸漬（マセレーション）を経ることを規定している。スピノサスモモを原料とする蒸留酒という点ではイギリス・オランダ・北欧などで飲まれるスロー・ジンに似通っているが、スロー・ジンはパチャランより甘く、パチャランは香り付けにコーヒー豆を加えるなどの相違点がある。
パチャランにカバ（スパークリングワイン）、オレンジジュース、フルーツジュース、炭酸水、牛乳、レモン、アイスクリームを入れて飲むことがある。
ボトル1本分のパチャランに必要な材料
- スピノサスモモを浸漬させたアニス酒・・・750グラム
- 砂糖・・・40グラム
- コーヒー豆・・・数粒
- ヴァニラビーンズ・・・数粒

## 生産者

### ナバーラ州
スペイン政府農業・食糧・環境省によると、2007年にはナバーラ州で570万リットルのパチャランが生産されたが、その後生産量は減少している。2013年にはナバーラ州の8社が計330万リットルを生産し、うち98%がスペイン国内で、残りが国外で販売された。パチャランの経済価値は年間約2,000万ユーロと推定されている。ナバーラ州では毎年ワイン・パチャラン品質コンクールが開催されており、このコンクールで優勝することはナバーラ州のパチャラン生産者にとって最高の栄誉となる。
今日のソコの銘柄はディエゴ・サモーラ・グループによって所有されている。その他の銘柄にはエチェコ(Etxeko)、カンチャ(Kantxa)、バラニャノ・アチャ(Barañano Atxa)、バサラナ(Basarana)、ベレスコ(Berezko)、バイネス(Baines)などがある。パチャランと同じく原産地呼称に指定されているナバーラ地方のワイン産地としてはナバーラ (DO)がある。

### バスク州
バスク州にはパチャランの原産地呼称統制機関は存在しないが、いくつかの企業がパチャランを生産しており、アラバ県アムリオのアチャ・デ・アムリオ蒸留酒製造所は最古のパチャラン蒸留所のひとつである。古くから手工業が盛んだったバスク地方では自家製パチャランの生産も盛んだった。1995年からは毎年アレチャバレタ自家製パチャラン競技会が開催されており、現在では美食・民俗フェアとともに脚光を浴びる存在である。

### アラゴン州
アラゴン州にも原産地呼称統制機関は存在しないが、サラゴサ県やウエスカ県などにパチャランを生産している企業がある。自家製パチャランの文化は広く浸透しており、特にピレネー山麓で顕著である。毎年9月末には自家製パチャランコンテストが開催される。

## ギャラリー

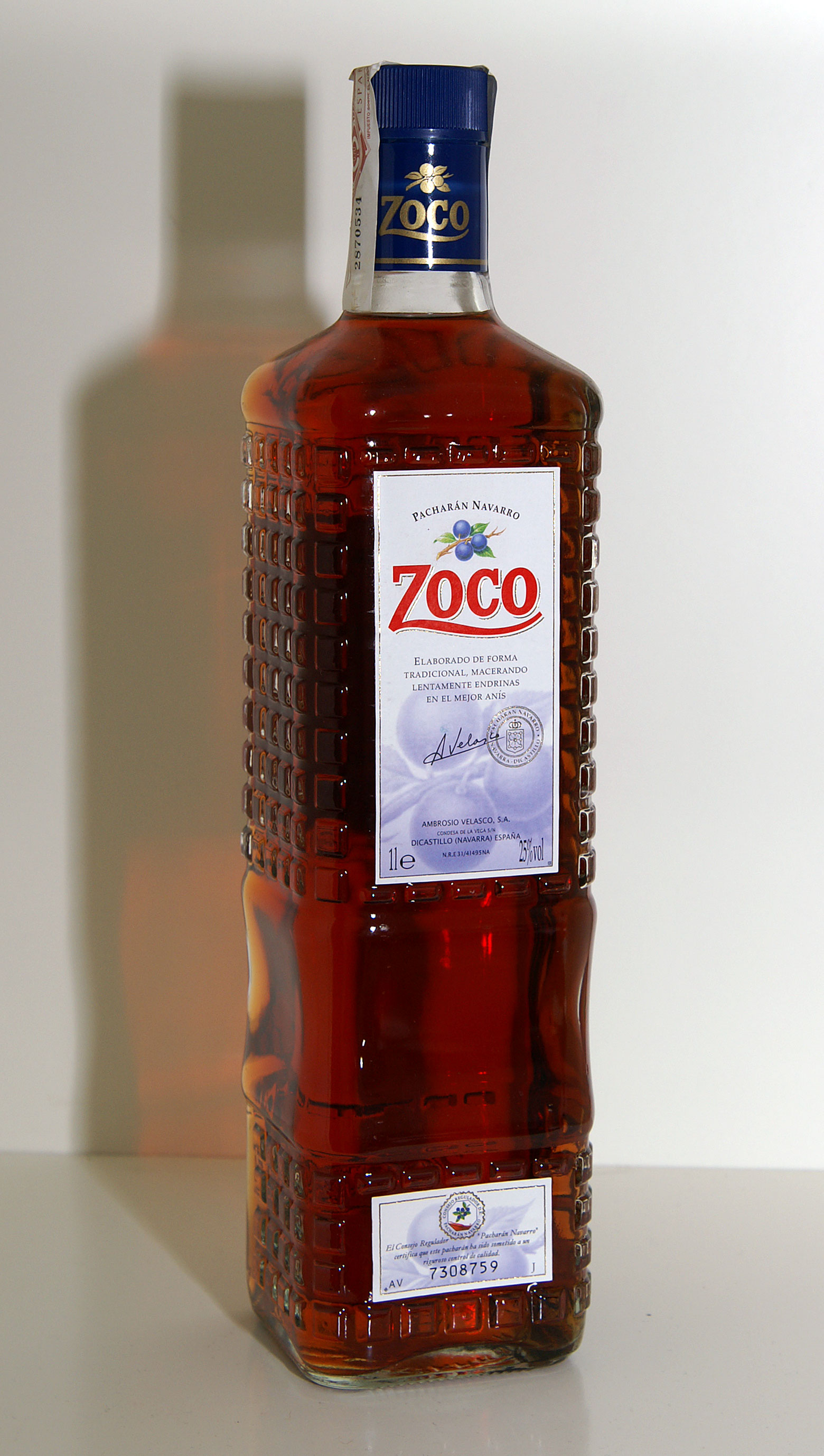
銘柄「ソコ」のボトル
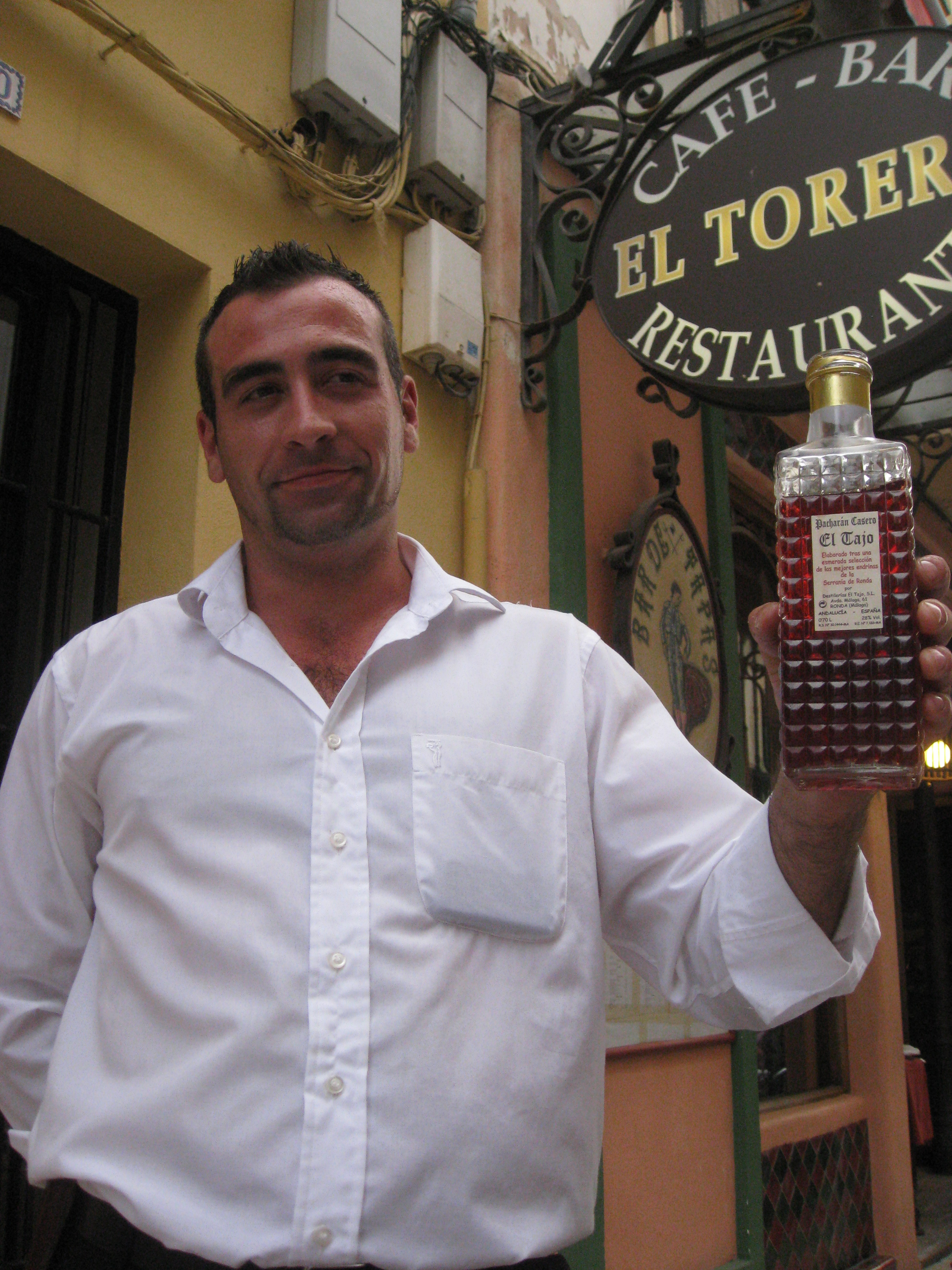
パチャランの瓶を持つ男前のウェイター
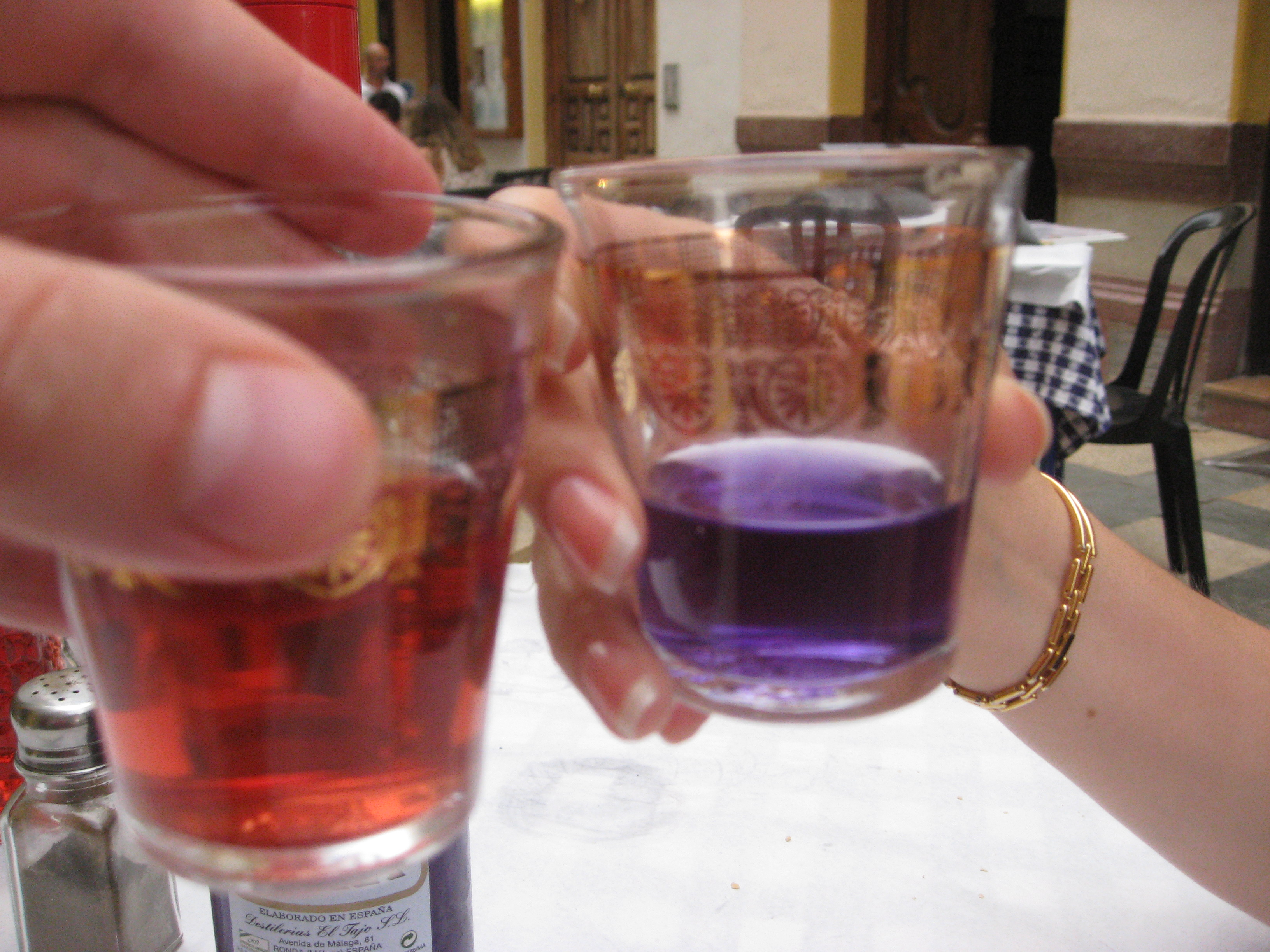
パチャラン（赤）とスピノサスモモのジュース（青紫）